# 哈巴狗岩
哈巴狗岩，當地人稱外塊石或放羊仔石。位於臺灣臺東縣綠島鄉環島公路8公里處，是因火山噴發以及海岸侵蝕而形成的石像，與旁邊的睡美人岩並稱為「睡美人與哈巴狗」。

## 外部連結
- 台東觀光旅遊網 （页面存档备份，存于）